# 마쓰시마정 (도쿠시마현)
마쓰시마정(松島町)은 도쿠시마현 이타노군에 설치되었던 정이다. 현재의 가미이타정에 해당한다.

## 역사
- 1889년 10월 1일 - 정촌제 시행에 수반해 이타노군 마쓰시마촌이 성립하였다.
- 1947년 11월 3일 - 정으로 승격해 마쓰시마정이 되었다.
- 1955년 3월 31일 - 오야마촌, 묘자이군 다카시촌과 합병해 가미이타정이 되어 소멸하였다.

## 참고문헌
- 『市町村名変遷辞典』東京堂出版、1990年。